# Didier Ibrahim N’Dong
Didier Ibrahim Ndong (Lambaréné, 1994. június 17. –) gaboni labdarúgó, aki 2019-től a francia élvonalbeli EA Guingamp középpályása.

## Statisztika
2018. május 25.
| Klub                 | Szezon         | League           | League          | League | Kupa            | Kupa  | Nemzetközi      | Nemzetközi | Egyéb           | Egyéb |
| Klub                 | Szezon         | Bajnokság        | Pályára lépések | Gólok  | Pályára lépések | Gólok | Pályára lépések | Gólok      | Pályára lépések | Gólok |
| -------------------- | -------------- | ---------------- | --------------- | ------ | --------------- | ----- | --------------- | ---------- | --------------- | ----- |
| CS Sfaxien           | 2011–12        | Tunéziai Ligue 1 | 1               | 0      | 0               | 0     | 0               | 0          | 1               | 0     |
| CS Sfaxien           | 2012–13        | Tunéziai Ligue 1 | 18              | 1      | 0               | 0     | 0               | 0          | 18              | 1     |
| CS Sfaxien           | 2013–14        | Tunéziai Ligue 1 | 16              | 1      | 8               | 1     | 0               | 0          | 24              | 2     |
| CS Sfaxien           | 2014–15        | Tunéziai Ligue 1 | 5               | 0      | 0               | 0     | 0               | 0          | 5               | 0     |
| CS Sfaxien           | Összesen       | Összesen         | 40              | 2      | 8               | 1     | 0               | 0          | 48              | 3     |
| Lorient              | 2014–15        | Ligue 1          | 12              | 0      | 0               | 0     | 0               | 0          | 12              | 0     |
| Lorient              | 2015–16        | Ligue 1          | 34              | 2      | 5               | 0     | 0               | 0          | 39              | 2     |
| Lorient              | 2016–17        | Ligue 1          | 2               | 0      | 0               | 0     | 0               | 0          | 2               | 0     |
| Lorient              | Összesen       | Összesen         | 48              | 2      | 5               | 0     | 0               | 0          | 53              | 2     |
| Sunderland           | 2016–17        | Premier League   | 31              | 1      | 2               | 0     | 0               | 0          | 33              | 1     |
| Sunderland           | 2017–18        | Championship     | 18              | 0      | 3               | 0     | 0               | 0          | 21              | 0     |
| Sunderland           | Összesen       | Összesen         | 49              | 1      | 5               | 0     | 0               | 0          | 54              | 1     |
| Watford (kölcsönben) | 2017–18        | Premier League   | 0               | 0      | 0               | 0     | 0               | 0          | 0               | 0     |
| EA Guingamp          | 2018–19        | Ligue 1          | 0               | 0      | 0               | 0     | 0               | 0          | 0               | 0     |
| Teljes karrier       | Teljes karrier | Teljes karrier   | 137             | 5      | 18              | 1     | 0               | 0          | 155             | 6     |

1. ↑  Magában foglalja a Coupe de France-t, a Coupe de la Ligue-t, az FA-kupát, a Angol Ligakupát, és az FA Community Shield-t mérkőzéseket is.